# Rudgea lucentifolia
Rudgea lucentifolia är en måreväxtart som beskrevs av Paul Carpenter Standley och Julian Alfred Steyermark. Rudgea lucentifolia ingår i släktet Rudgea och familjen måreväxter. Inga underarter finns listade i Catalogue of Life.